# Fantezie bangsiană
Este un gen de fantezie care se referǎ la personaltǎți bine cunoscute literare sau istorice și ale interacțiunilor acestora în viața de apoi. Aceasta a fost numită de Jonh Kendrick Bangs (1862 - 1992) care a scris-o de multe ori.

## Definiție
Potrivit lui EF Bleiler, în 1983 Guide to Supernatural Fiction, "realizarea cea mai demnă de marcat a lui Bangs" a fost o contribuție la tipologia literară: așa numita poveste Bangsiană, în care personalitățile importante, literare și istorice servesc umorul ca personaje într-o linie subțire de complot. Bangs nu a inventat acest subgen, dar munca lui a dat de publicitate și în statut literar. Această definiție nu ia în considerare faptul că poveștile lui Bangs "au avut loc în viața de apoi". Definiția lui în 2003 a lui Jess Nevins, în Herores & Monsters: The Unofficial Companion to the Leaque of Extraordinary Gentlemen spune că este "o fantezie în viața de apoi, în care fantomele de diferiți bărbați și femei vin împreună și au de obicei, diverse aventuri", care este în strâns de acord cu definiția lui Rama Kundu din anul 2008.

## Lucrări din fantezia bangsiană
De Bangs
- A House-Boat on the Styx (1895)
- Pursuit of the House-Boat (1897)
- The Enchantes Type-Writer (1899)
- Mr. Munchausen: Being a True Account of Some of the Recent Adventures beyond the Styx of the Late Hieronymus Carl Friedrich, Sometime Baron Munchausen of Bodenwerder, as originally reported for the Sunday Edition of the Gehenna Gazette by its special interviewer the late Mr. Ananias formerly of Jerusalem, and now first transcribed from the columns of that jounal by Jk Bangs (1901)

De alții
- The Divine Comedy de Dante Alighieri
- God Bless You, Dr. Kevorkian de Kurt Vonnegut
- Riverworld începută în 1971 de Philip José Farmer
- Dragon Ball serie începută în 1984 de Akira Toriyama
- Heroes in Hell serie începută în 1986 de Janet Morris
- Man and Superman al treilea act de George Bernard Shaw (1903) este un lung discurs filosofic stabilit în iad, de nuanțele între Don Juan, Diavolul, Dona Ana și dușmanul lui Don Juan, statuia tatălui său Don Gonzalo.
- Yu Yu Hakusho serie începută în 1990 de Yoshihiro Togashi
- Descendants of Darkness serie începută în 1996 de Yoko Matsushiba
- Bleach (manga) începută în 2001 de Tite Kubo
- RIPD scrisa de Peter M. Lenkov și regizată de Robert Schwentke, începută ca bandă desenată în 2003 și film în 2013

## Filme de fantezie bangsiană
- Seria Lumea de dincolo
- Seria Lumea Fluviului (2003, 2010)
- A Matter of Life and Death (1946)
- Defending Your Life / Orașul Judecații de Apoi (1991) de Albert Brooks
- O iubire fără sfârșit (1998) de Vincent Ward